# Афина Лемния
«Афина Лемния», Лемносская Афина — бронзовая статуя богини Афины, созданная знаменитым греческим скульптором Фидием в 450—440 гг. до н. э. Не сохранилась, известна по копиям.
Согласно Павсанию, скульптура была изготовлена гражданами Афин, жившими на острове Лемнос, с целью преподнесения в дар родному городу, благодаря чему и получила такое прозвание. Вероятно, стояла где-то неподалёку от Пропилей.

## Описания античных авторов
- Павсаний (1.28.2):

«На Акрополе также находятся две другие посвятительные статуи — Перикла, сына Ксантиппа, и самая любопытная из всех работ Фидия — скульптура Афины, называемая Лемнийской по происхождению тех, кто посвятил её».
- Лукиан (Imagines 4 и 6):

(4) «Лукин: Из всех работ Фидия, какую ты ценишь выше всего?
Полистрат: Что, если не Лемния, которую он считал достойной подписать своим именем? Или Амазонка, опирающаяся на копье?»
(6) «От Книдской создатель Пантеи пускай возьмет одну только голову… пусть позволит остаться волосам, лбу и прекрасной линии чела остаться такими, как их задумал Пракситель, и ясный притягательный взгляд должен оставаться таким, как создал Пракситель. Но линия щёк и носа — пусть будут от алкаменовской »Афродиты в садах", и её руки, изящные руки с длинными тонкими пальцами. А весь очерк лица, его мягкость и соразмерный нос — должны быть от «Лемнийской Афины» Фидия, которому мы также будем обязаны губам и шее, которую следует взять от «Амазонки»".
- Гимериос (Oratio 68.4):

«Фидий не всегда ваял образы Зевса, и не всегда отливал Афину, облачённую в бронзовый доспех, но он обратил своё искусство к другим богам и украсил щеки Девы розовым румянцем, скрытым обычно шлемом, что закрывал красоту богини».

## Сохранившиеся копии и реконструкции
До сих пор не ясно, являются ли сохранившиеся фрагменты римских копий повторением именно «Афины Лемнии». Традиционно к её типу относят:
- Две полные реконструкции (A и B) на основе двух торсов, поступивших в 1728 г. из коллекции Чиджи, Рим (Staatliche Museum, Albertinum, Дрезден)
- Голова Паладжи (Археологический музей Болоньи, Италия)[1]
- Голова из Байи (Археологический музей деи Кампи Флегреи, Поццуоли, Италия)[2].

Эти две реконструкции были выполнены в 1891 году выдающимся немецким археологом и знатоком античного искусства Адольфом Фуртвенглером на основе находившихся в дрезденском музее двух торсов и отдельной головы, а также ещё одной головы из Палаццо Паладжи в Болонье. Позднее в Байи была найдена ещё одна голова этого типа. Реконструкция Фуртвенглера экспонируется в дрезденском Альбертинуме. Обе реконструкции и атрибуции голов на их основе до настоящего времени дискуссионны.
Таким образом, «Афина Лемния» оказывается изображением богини, носящей необычную, перекинутую через плечо эгиду с головой Горгоны Медузы, с непокрытой головой, без щита, держащей шлем в вытянутой правой руке, а левой — опирающейся на копьё.
- Афина Лемния. Глиптотека. Мюнхен
- Болонская голова. Слепок в ГМИИ
- Вторая из дрезденских реконструкций. Слепок в ГМИИ

Идентификация Фуртвёнглером дрезденских мраморов и головы Паладжи как копий оригинальной «Афины Лемнии» основывается на изображении на гемме и описаниях статуи, оставленных античными источниками.
Его умозаключения критикуются. Хартсуик показал, что голова Паладжи не могла быть частью дрезденского торса B, что использованная им гемма могла относится к новому времени, а не к античности, и что описания античных авторов весьма расплывчаты. В свою очередь, опровергаются и некоторые из утверждений Хардвика: например, что голова дрезденской реконструкции А чужеродна, и что голова Паладжи относится к адриановскому времени. Стюарт подытоживает: «Так что, хотя реконструкция смотрится цельно и вполне по-фидиевски, гипотеза и датировка (451—448) Фуртвёнглера остаются неподтвержденными».

## Интересные факты
- Пока была известна только одна болонская голова Лемнии, её принимали за изображение юноши. И лишь находка второй головы (с торсом) позволила идентифицировать её как изображение богини[5].